# معاهده عدم تعرض آلمان و لهستان

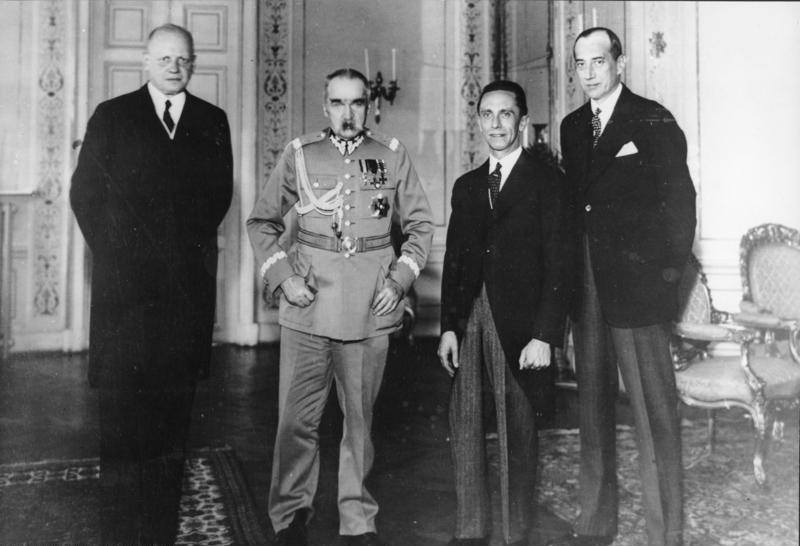
به ترتیب از چپ: هانس آدولف فون مولتکه (سفیر آلمان در لهستان)، یوزف پیلسودسکی (رهبر لهستان)، یوزف گوبلس (وزیر تبلیغات آلمان نازی و یوزف بک (وزیر امور خارجه لهستان) طی دیداری در ورشو به تاریخ ۱۵ ژوئن ۱۹۳۴. پنج ماه پس از انعقاد پیمان عدم تعرض.

معاهده عدم تعرض آلمان و لهستان (به لهستانی:  Polsko-niemiecki pakt o nieagresji)، (به آلمانی: Deutsch-polnischer Nichtangriffspakt) یک معاهده بین‌المللی میان آلمان نازی و جمهوری دوم لهستان بود که در ۲۶ ژانویه ۱۹۳۴ به امضا رسید. طبق این معاهده طرفین متعهد گشتند تا مشکلات میان خویش را با مذاکرات دوجانبه حل نموده و برای ده سال از اقدام نظامی علیه یکدیگر خودداری نمایند. این پیمان فضای پرتنش روابط میان دو کشور را که بر سر مرزهای تعیین شده در پیمان ورسای با هم اختلاف داشتند را آرام نمود. آلمان مرزهای لهستان را به صورت مؤثر مورد پذیرش خود قرار داد و جنگ پر هزینه گمرکی که طی دهه گذشته هر دو کشور را از نظر اقتصادی به شدت آزار داده بود پایان یافت.
تا پیش از سال ۱۹۳۳ لهستان نگران از ایجاد نوعی از اتحاد میان شوروی و آلمانی به ضرر لهستان بود و به همین واسطه پیمان اتحادی با فرانسه امضا گشت اما پس از به قدرت رسیدن هیتلر در آلمان و با توجه به رابطه پرتنش میان کمونیست‌ها و فاشیست‌ها احتمال اتحاد میان آلمان و شوروی غیر معمول تلقی می‌گشت.